# Meat the Victims
Meat the Victims és un moviment que va començar a Melbourne, Austràlia el 6 d'abril del 2018 quan 68 activistes per l'Alliberament Animal van ocupar una explotació porcina per "mostrar als consumidors les víctimes de les seves decisions". Durant l'ocupació, 34 activistes van ser arrestats per la policia de Victòria (després de 9 hores de negociacions amb el ramader i la policia) per negar-se a sortir de l'explotació ramadera.
Tant el moviment com les accions (a Austràlia es van dur a terme gràcies a l'activista Leah Doellinger. Doellinger era coneguda a les xarxes socials per fer el que anomena Open Rescue en català "rescat obert", on entrava a explotacions animals per «alliberar-los» i portar-los a un santuari animal. En veure l'impacte que tenien a les xarxes els seus rescats, Doellinger va decidir millorar les seves tàctiques i portar a centenars d'activistes a ocupar les explotacions, per amplificar la repercussió i efecte d'aquestes. Després d'això, Doellinger va ser acusada de robatori forçat i d'entrar a propietats privades (diversos cops). Tot i això, ella va seguir realitzant i organitzant aquest tipus d'accions.

## Meat the Victims a Catalunya
Catalunya va ser on es va realitzar la primera acció Meat the Victims fora d'Austràlia (la primera d'Europa), on fins al dia d'avui (12.04.2020) s'han realitzat 3 accions sota el paraigües de Meat the Victims, on centenars d'activistes (majoritàriament menors d'edat i joves) han format part d'aquestes.
Aquestes han sigut organitzades i liderades pel jove activista per la justícia social, climàtica i animal Massinissa Akandouch (18 anys), el qual només tenia 17 anys quan va organitzar la primera acció. Akandouch afirma que les seves accions són totalment pacífiques, i que no tenen res en contra dels ramaders de les granges en les quals entren, només ataquen a un sistema "que enganya els consumidors i el qual no els ensenya realment que hi ha sota els productes que consumeixen".
Meat the Victims ha catapultat la carrera d'activista d'Akanduch, que ha estat innumerables vegades capturat pels mitjans de comunicació internacionals. El jove que acumula milers de seguidors a les xarxes socials i un exèrcit d'activistes juvenils, encara no s'ha tirat enrere davant les acusacions i atacs rebuts per part del Departament d'Agricultura, Ramaderia, Pesca i Alimentació de la Generalitat de Catalunya liderat per la consellera Teresa Jordà la qual ha acusat diverses vegades als activistes de "posar en risc la bioseguretat de les granges i el benestar animal de les mateixes". Massinissa Akandouch i el seu grup també han rebut atacs per part de la Unió de Pagesos per les accions realitzades.
Tant el Sr. Akandouch com el seu grup han sigut acusats per plataformes ramaderes de ser finançats amb desenes de milers d'euros pel lobby vegà i demanen que es prenguin les mesures necessàries per parar als activistes.

### Accions a Catalunya
Fins ara, s'han realitzat un total de 3 accions sota el nom Meat the Victims a Catalunya. Totes en explotacions diferents i amb creixent repercussió mediàtica i política. Les accions han causat molta controvèrsia i tensió al sector ramader català i han inspirat altres accions animalistes similars realitzades per altres col·lectius.

#### 'Meat the Victims Barcelona 1'
Es va realitzar l'1 de desembre de 2018 a una explotació avícola de producció d'ous a la localitat de Mataró. 41 activistes del moviment Meat the Victims (procedents de tot Europa) hi van entrar de matinada per a "documentar la realitat dels animals". Els activistes també van "alliberar" 3 gallines les quals van afirmar que viurien en llibertat a un santuari animal.

#### 'Meat the Victims Barcelona 2'
La segona acció que el grup va realitzar va ser a una explotació porcina a Sant Pere de Vilamajor el 17 de març del 2019. Aquest cop hi van entrar fins a 75 activistes (segons el grup) durant la matinada els activistes van ocupar l'explotació. A l'arribada dels Mossos d'Esquadra els activistes van negociar que "marxarien pacíficament quan els mitjans de comunicació arribessin". L'acció va ser coberta a innumerables mitjans de comunicació i també va sortir al programa 'En el punto de mira: Guerra a la carne' (Cuatro).

#### 'Meat the Victims Barcelona 3'
L'última vegada que el moviment va actuar a Catalunya va ser el passat 14 de juliol del 2019 on més del 160 activistes van ocupar una explotació lletera de Sant Antoni de Vilamajor. Aquesta acció va causar que Teresa Jordà i el seu departament advertissin als activistes amb multes de fins 100.000 € pels activistes que entrin a explotacions ramaderes il·legalment. Akandouch afirmava que va ser "atacat" pel propietari de la granja durant la mateixa acció. On el ramader va "perseguir violentament" al jove dintre de l'explotació.

## Accions arreu del món
Des que va començar Meat the Victims a Austràlia s'han realitzat un total de 17 accions. La majoria d'elles realitzades a Austràlia (Queensland i Victoria), Catalunya i Regne Unit, però el moviment també ha actuat a Texas (Estats Units), Canada, Països Baixos, Irlanda, Irlanda del Nord i Israel.
La fundadora del moviment Leah Doellinger ja ha anunciat un Tour Europeu conjuntament amb Massinissa Akandouch en nom de Meat the Victims on entrenaran a activistes a la majoria dels països del continent perquè puguin organitzar les seves pròpies accions.

## Repressió
Davant els intents de parar el moviment a diversos països, els organitzadors afirmen que no pararan i que seguiran organitzant més accions. La fundadora Leah Doellinger podría encarar anys de presó per les seves accions. Encara amb els possibles riscs que encaren els organitzadors ja s'han anunciat més accions al reu del món mitjançant les xarxes socials.